# Willy Guhl

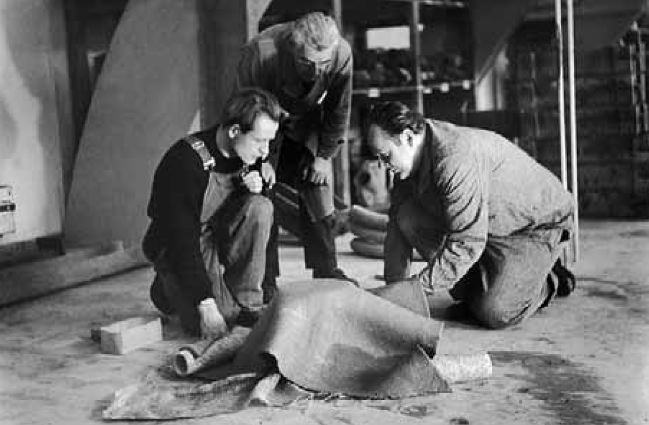
Robert Haussmann (links) und Willy Guhl, 1951

Willy Guhl (* 6. Juli 1915 in Stein am Rhein; † 4. Oktober 2004 in Hemishofen) war ein Schweizer Möbeldesigner, Produktgestalter und Innenarchitekt.

## Leben
Nach der Primarschule in Stein am Rhein machte Guhl von 1930 bis 1933 eine Lehre als Möbelschreiner. Mit einem Stipendium für den besten Abschluss konnte er anschliessend bis 1938 an der Kunstgewerbeschule Zürich in der Klasse bei Wilhelm Kienzle studieren. 1939 gründete er sein eigenes Atelier in Zürich.
Guhl war 1943 Mitbegründer der Vereinigung Schweizer Innenarchitekten (VSI) und 1966 des Verbandes Schweizer Industrial Designer (SID). Von 1941 bis 1980 unterrichtete er Innenausbau sowie Produktgestaltung an der Kunstgewerbeschule in Zürich, deren Leiter er von 1951 an war. Dort trieb er die Einrichtung der Fachklasse für Produktgestaltung, eine der wenigen diesbezüglichen Ausbildungsstätten der Schweiz, ab 1971 voran. Nach Guhl benannt war auch der Willy Guhl Design Preis von Design Preis Schweiz.
Sein Interesse an industrieller Fertigung und neuen Produktionsmethoden brachte ihn immer wieder mit der Industrie in Kontakt, 1959 arbeitete auch die Kunstgewerbeschule aufgrund seiner Initiative erstmals anlässlich der Gartenbauausstellung mit ihm zusammen. Zu nennen ist auch seine Zusammenarbeit mit der  Eternit (Schweiz) AG, mit dem Möbelhersteller Dietiker + Co sowie dem Landmaschinenbauer Aebi; als bedeutender Vertreter des schweizerischen Neofunktionalismus wurde Willy Guhl besonders mit der Kreation eines Strandstuhls aus einem Eternitband bekannt; dieser Stuhl wird in einer von Guhl im Jahre 1998 modifizierten Version nach wie vor hergestellt. Die Abwicklung des Stuhls bestand bei seiner Schöpfung aus genau einer Standard-Eternitplatte. Dank dieser minimalen Produktionskosten war der Stuhl 1956 für 50 Franken verkauft worden.

## Ausstellungen
- 2022: Willy Guhl – Denken mit den Händen. Museum für Gestaltung Zürich.
- 1985: Willy Guhl – Gestalter und Lehrer. Schweizer Design-Pioniere, Museum für Gestaltung Zürich.